# Pont 516 Arouca
El pont 516 Arouca és el pont penjant de vianants més llarg del món, amb 516 m d'extensió i 1,20 metres d'amplada, localitzat al municipi portuguès d'Arouca, al districte d'Aveiro. El nom fa referència a la seva extensió en metres (516) i al municipi on està localitzat (Arouca).
El pont d'acer travessa el riu Paiva a 175 metres d'altura i supera en llargada el pont Charles Kuonen, inaugurat el 29 de juliol de 2017, que té una extensió de 494 m i que connecta les localitats de Grächen i Zermatt, a Suïssa.